# Ovelhas e Bodes

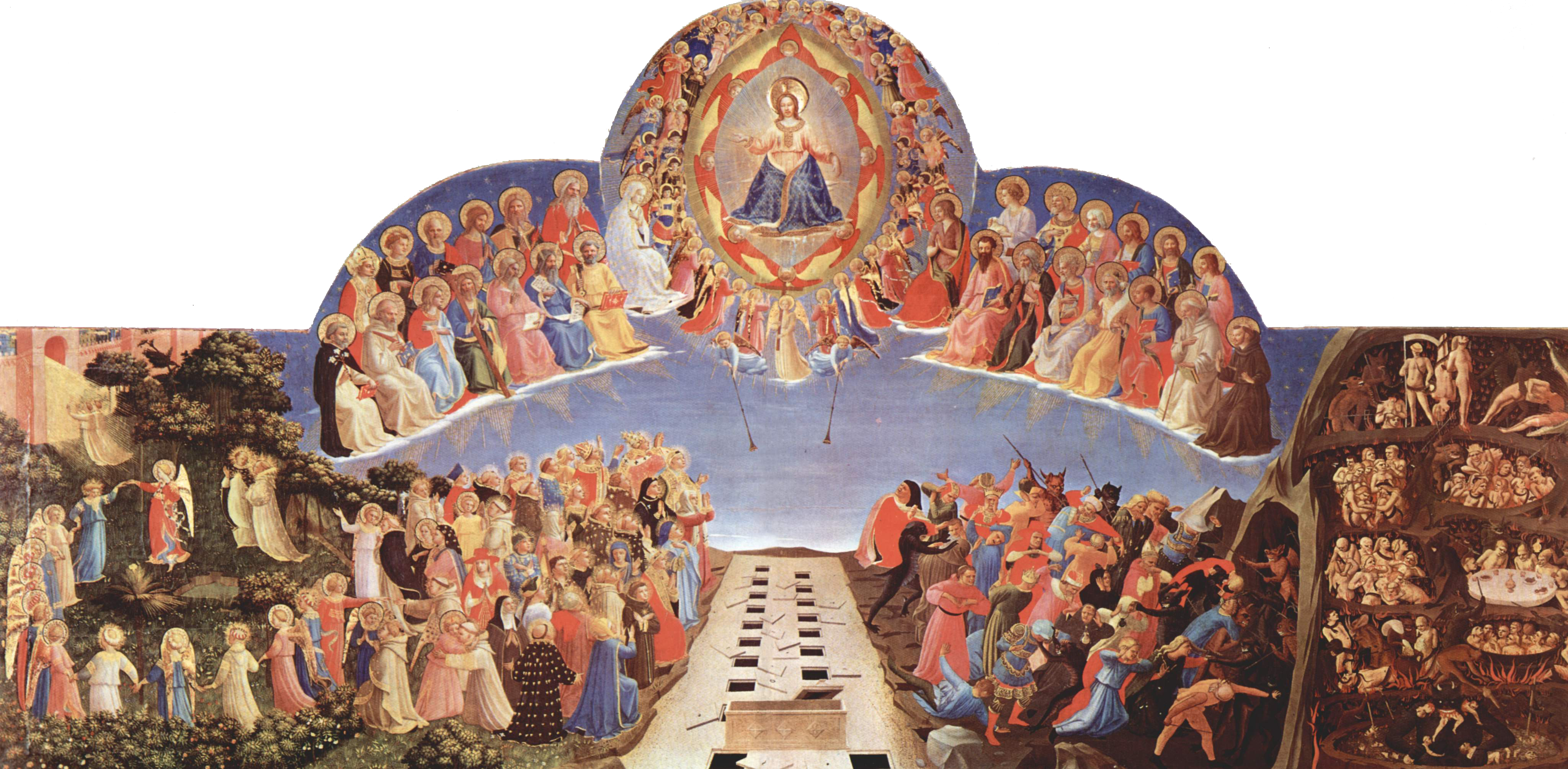
Jesus separando os povos no Juízo Final.
1432-35. Por Fra Angelico, atualmente no Museo di San Marco, em Florença.

Ovelhas e Bodes, ou Julgamento das Nações, é um discurso feito por Jesus registrado no Novo Testamento e que, às vezes, é caracterizado como uma parábola, embora seja diferente da maioria delas por não ter o objetivo de contar uma história de eventos acontecendo com outros personagens. Ela é relatada apenas em Mateus 25:31–46.
Uma teoria é que ele fala sobre o Juízo Final e a divisão das pessoas em todo o mundo entre os bem-aventurados, que serão acolhidos pelo Pai, e os malditos, que são expulsos. A divisão é inteiramente baseada em atos de bondade e misericórdia feitos pelas pessoas em prol dos menos afortunados. Jesus identifica essa bondade como bondade para consigo.
Uma interpretação alternativa encontrada pelo teólogo calvinista John Gill é que os ditos desfavorecidos são na verdade os outros cristãos. Ao invés da divisão entre bênção e a maldição ser baseada em boas obras, ela é baseada na resposta do indivíduo ao povo e à mensagem da Igreja de Cristo.

## Narrativa bíblica
O texto desta passagem aparece no Evangelho de Mateus e é a parte final de uma seção que contém uma série de parábolas, todas com tons escatológicos (entre elas, a Parábola da Figueira, a Parábola do Servo Fiel e a Parábola das Dez Virgens). 
| “ | «Quando vier o Filho do homem na sua glória e todos os anjos com ele, então se assentará no trono de sua glória. Todas as nações serão reunidas diante dele e separará uns dos outros, como o pastor separa as ovelhas dos cabritos; porá as ovelhas à sua direita, mas os cabritos à esquerda. Então dirá o Rei aos que estiverem à sua direita: Vinde, benditos de meu Pai, possuí como herança o reino que vos está destinado desde a fundação do mundo. Pois tive fome, e destes-me de comer; tive sede, e destes-me de beber; era forasteiro, e recolhestes-me; estava nu, e vestistes-me; enfermo, e visitastes-me; preso, e viestes ver-me. Então perguntarão os justos: Senhor, quando te vimos faminto, e te demos de comer; ou com sede, e te demos de beber? Quando te vimos forasteiro, e te recolhemos; ou nu, e te vestimos? Quando te vimos enfermo, ou preso, e fomos visitar-te? O Rei responderá: Em verdade vos digo que quantas vezes o fizestes a um destes meus irmãos mais pequeninos, a mim o fizestes. Dirá também aos que estiverem à sua esquerda: Apartai-vos de mim, malditos, para o fogo eterno, destinado ao Diabo e seus anjos. Pois tive fome, e não me destes de comer; tive sede e não me destes de beber; era forasteiro, e não me recolhestes; estava nu, e não me vestistes; enfermo e preso, e não me visitastes. Também eles perguntarão: Senhor, quando te vimos faminto, com sede, forasteiro, nu, enfermo, ou preso, e não te servimos? Então lhes responderá: Em verdade vos digo que quantas vezes o deixastes de fazer a um destes mais pequeninos, a mim o deixastes de fazer. Irão estes para o suplício eterno, porém os justos para a vida eterna.» (Mateus 25:31–46) | ” |